# عباس نيلفروشان
عباس نیلفروشان (بالفارسية: عباس نیلفروشان) (1966 – 27 سبتمبر 2024) عميد في الحرس الثوري الإسلامي الإيراني، وشغل منصب نائب العمليات. بدأ مسيرته العسكرية في عام 1980 مع بسيج، ثم انضم إلى الحرس الثوري وظل عضواً في هذه المنظمة طوال الحرب العراقية الإيرانية.
في 27 سبتمبر 2024، قُتل في غارة على مقر حزب الله 2024 مع الأمين العام لحزب الله حسن نصر الله.

## المسيرة
عباس نیلفروشان وُلد في أصفهان بإيران في عام 1966. في سن الرابعة عشرة، تطوع كعضو في قوات بسيج وذهب إلى الجبهات الغربية ثم الجنوبية. خلال الحرب العراقية الإيرانية، خدم في مناصب مختلفة في فرقة الإمام الحسين 14 وفرقة المدرعات نجف أشرف الثامنة وشغل مناصب منها: قائد فصيل، قائد سرية، قائد كتيبة، قائد محور، ونائب قائد العمليات في فرقة نجف الثامنة تحت قيادة أحمد كاظمي.
شملت مسيرته العسكرية السابقة مناصب مثل نائب قائد العمليات في قوات الحرس الثوري البرية، وقائد كلية القيادة والأركان في الحرس الثوري، ونائب قائد الحرس الثوري في مقر الإمام الحسين، ونائب تنفيذي للحرس الثوري، ونائب قائد العمليات في الحرس الثوري خلال فترة اللواء محمد رضا زاهدي. وكان يشغل منصب نائب قائد العمليات في الحرس الثوري منذ عام 2019. كما كان لديه خبرة لمدة 5 سنوات في لبنان وسوريا.
شغل نیلفروشان منصب نائب قائد العمليات في قوات الحرس الثوري البرية من عام 2005 إلى 2007. بين عامي 2010 و2014، عمل كقائد لكلية القيادة والأركان في الحرس الثوري، ومنذ عام 2019، كان نائب قائد العمليات في الحرس الثوري. في 26 أكتوبر 2022، فرضت وزارة الخزانة الأمريكية ووزارة الخارجية الأمريكية عقوبات على نیلفروشان لدوره في قمع الاحتجاجات في إيران.

## اغتياله
في 27 سبتمبر 2024، قُتل في خلال عملية اغتيال الأمين العام لحزب الله حسن نصر الله في غارات جوية شنها الاحتلال الإسرائيلي على مقر حزب الله في حارة حريك.